# Brasidas samarensis

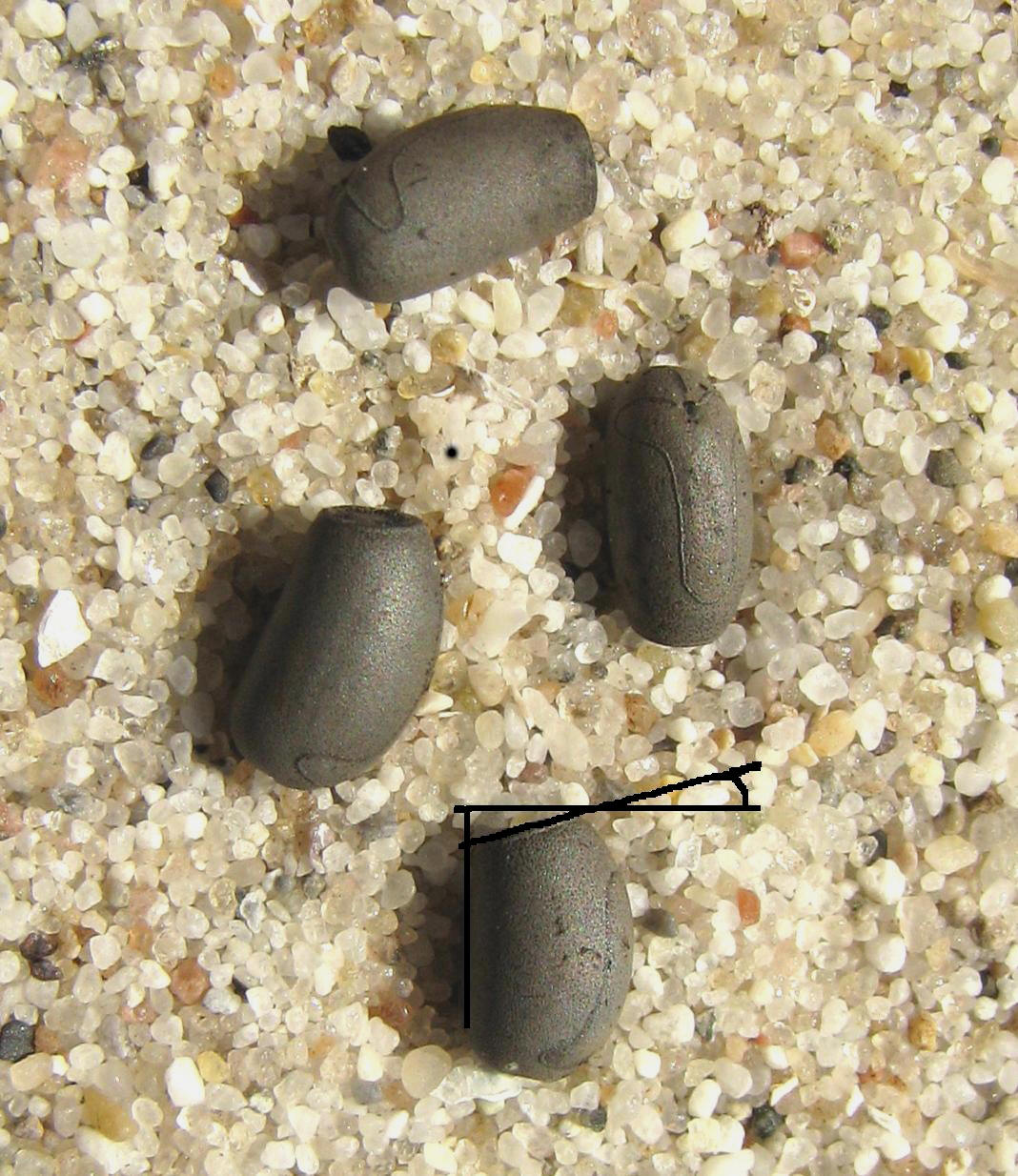
Eier (unteres mit eingezeichnetem Opercularwinkel)

Brasidas samarensis ist eine gelegentlich nach ihrer Herkunft auch als Samar-Gespenstschrecke bezeichnete Gespenstschrecken-Art aus der Familie Heteropterygidae. Sie gehört zur Gattung Brasidas, welche nach dem spartanischen Feldherrn Brasidas benannt wurde.

## Merkmale
Die Weibchen von Brasidas samarensis sind mit etwa 10 bis 11 Zentimeter größer und breiter als die ca. 5,5 bis 7 Zentimetern langen Männchen. Sie sind sehr individuell gefärbt, wobei größtenteils braune Farben dominieren, die oft von grünen Bereichen unterbrochen werden. Bei den lebhafter gezeichneten Nymphen nehmen die grünen Bereichen noch große Teile des Körpers ein. Auch die männlichen Nymphen sind größtenteils grün mit wenigen braunen Bereichen. Die adulten Männchen sind nur wenig bestachelt und oft fast völlig braun gefärbt. Lediglich der Kopf ist meist zart grün und trägt häufig auf der Stirn einen intensiver grünen Fleck. Im Habitus entsprechen beide Geschlechter den Vertretern der Obrimini (z. B. Trachyaretaon carmelae). Wie bei allen Vertretern der Gattung Brasidas ist auch bei dieser Art ein Paar charakteristischer Löcher im Metasternum zu finden.

## Vorkommen, Lebensweise und Fortpflanzung
Das Vorkommen von Brasidas samarensis beschränkt sich auf die philippinische Insel Samar, auf die sich auch das Artepitheton bezieht.
Die Nahrung besteht aus Blättern von Guaven und verschiedenen anderen Pflanzenarten. Zur Eiablage bohren die Weibchen den am Ende Hinterleibs (Abdomen) befindlichen Legestachel, welcher den eigentlichen Ovipositor umgibt, in den Boden und legen die Eier dort ab. Diese sind etwa vier bis fünf Millimeter lang und zwei bis drei Millimeter breit. Ihre graue Farbe ändert sich bei hoher Luftfeuchtigkeit oder Kontakt mit Wasser zu dunkelbraun. Nach dem Trocknen sind sie wieder grau. In der Lateralansicht erscheint der ventrale Rand gerade, während der dorsale Bereich bauchig ist. Der dadurch vom Deckel (Operculum) zum ventralen Rand entstehende Opercularwinkel beträgt 10 bis 12 Grad (Siehe auch Bau des Phasmideneies). Die Nymphen schlüpfen auch bei geringerer Feuchtigkeit nach etwa vier bis fünf Monaten aus den Eiern. Nach einem weiteren halben Jahr sind die Tiere adult und können dann noch bis zu einem Jahr leben.

## Systematik
James Abram Garfield Rehn und sein Sohn John William Holman Rehn beschrieben die Art 1939 als Typusart der in der gleichen Arbeit beschriebenen Gattung. Im National Museum of Natural History in Washington, D.C. sind ein männlicher Holotypus, ein weiblicher Allotypus, sowie ein weiteres adultes Pärchen und drei Nymphen als Paratypen hinterlegt.

## Terraristik
Der erste in den Terrarien der Liebhaber vorhandene Zuchtstamm geht auf 2002 in Bobon gesammelten Tiere zurück. Die Art wird von der Phasmid Study Group unter der PSG-Nummer 235 geführt. Dieser Zuchtstamm und damit die Art ist nicht mehr in Zucht.
Brasidas samarensis ist nicht schwer zu halten. Sie kann bei Zimmertemperatur gepflegt werden und ist das ganze Jahr leicht mit Himbeer- oder Brombeerblättern zu ernähren. Alternativ kann auch Laub von Eichen, Wildrosen, Weißdornen oder Haselnuss gefüttert werden. Gelegentlich sollten die Futterpflanzen mit Wasser besprüht werden. Damit die Weibchen ihre Eier in den Boden ablegen können, ist ein leicht feuchtes Substrat nötig, welches einige Zentimeter hoch den Boden des Terrariums bedecken sollte.

## Bilder

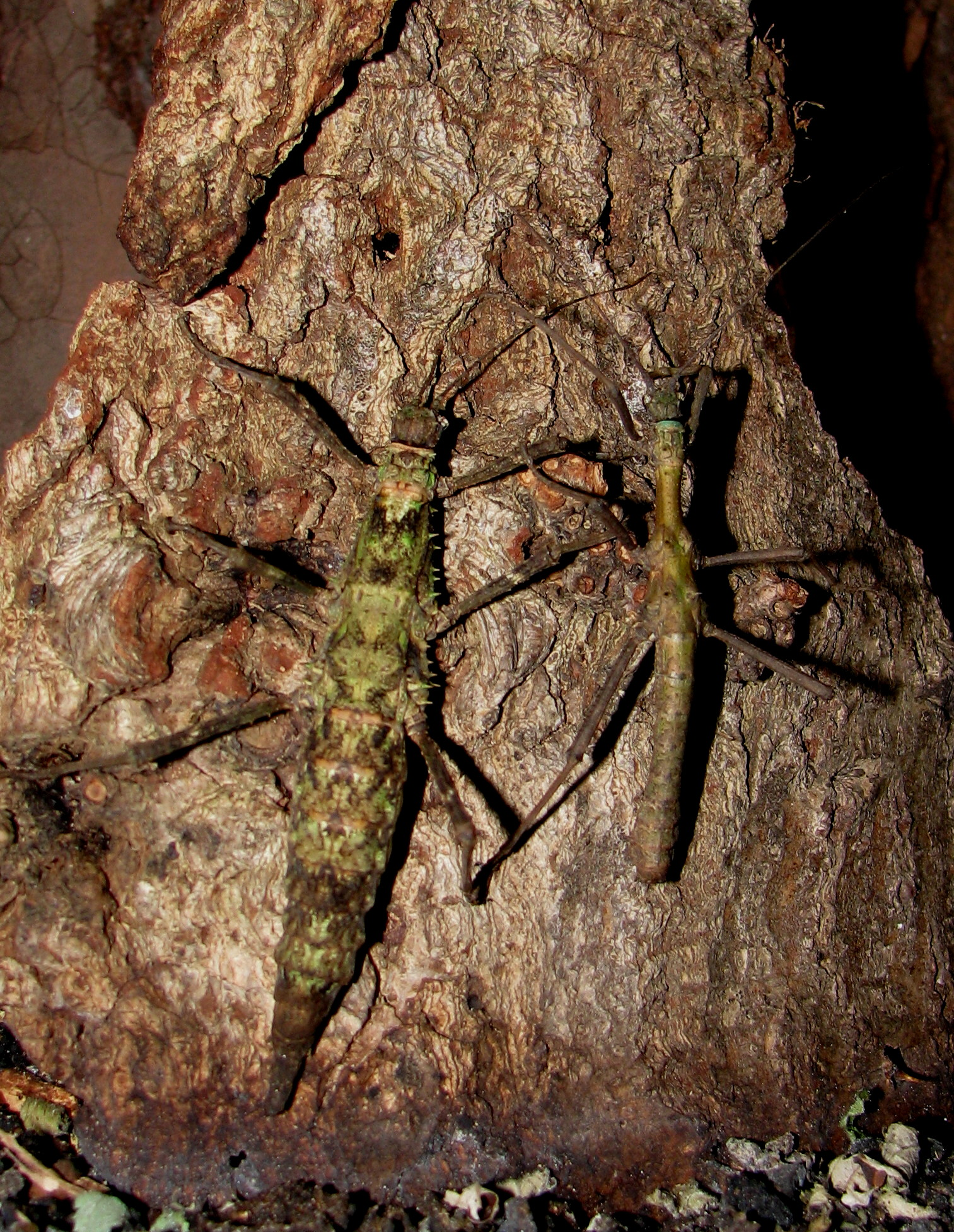
Pärchen
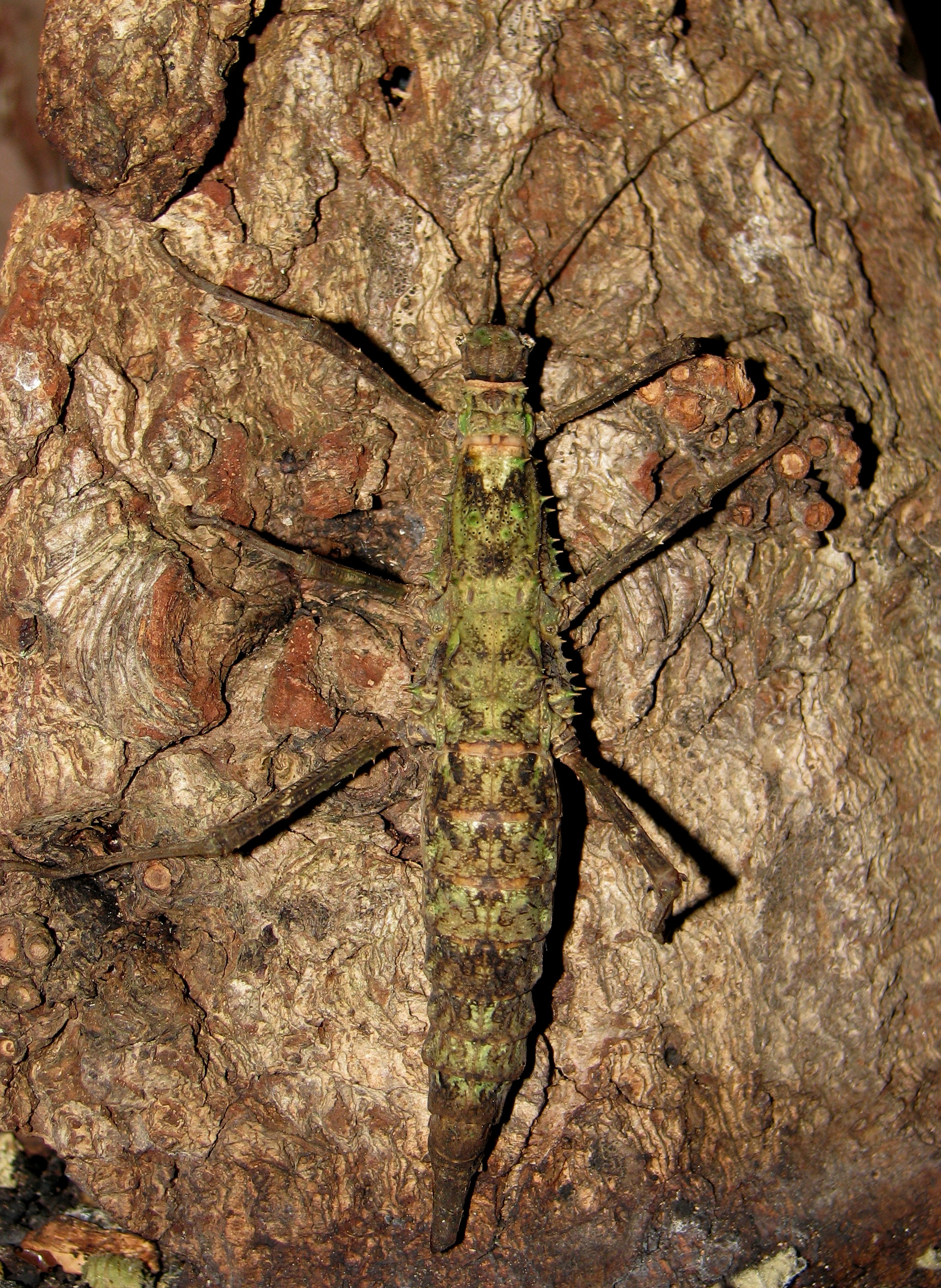
Weibchen
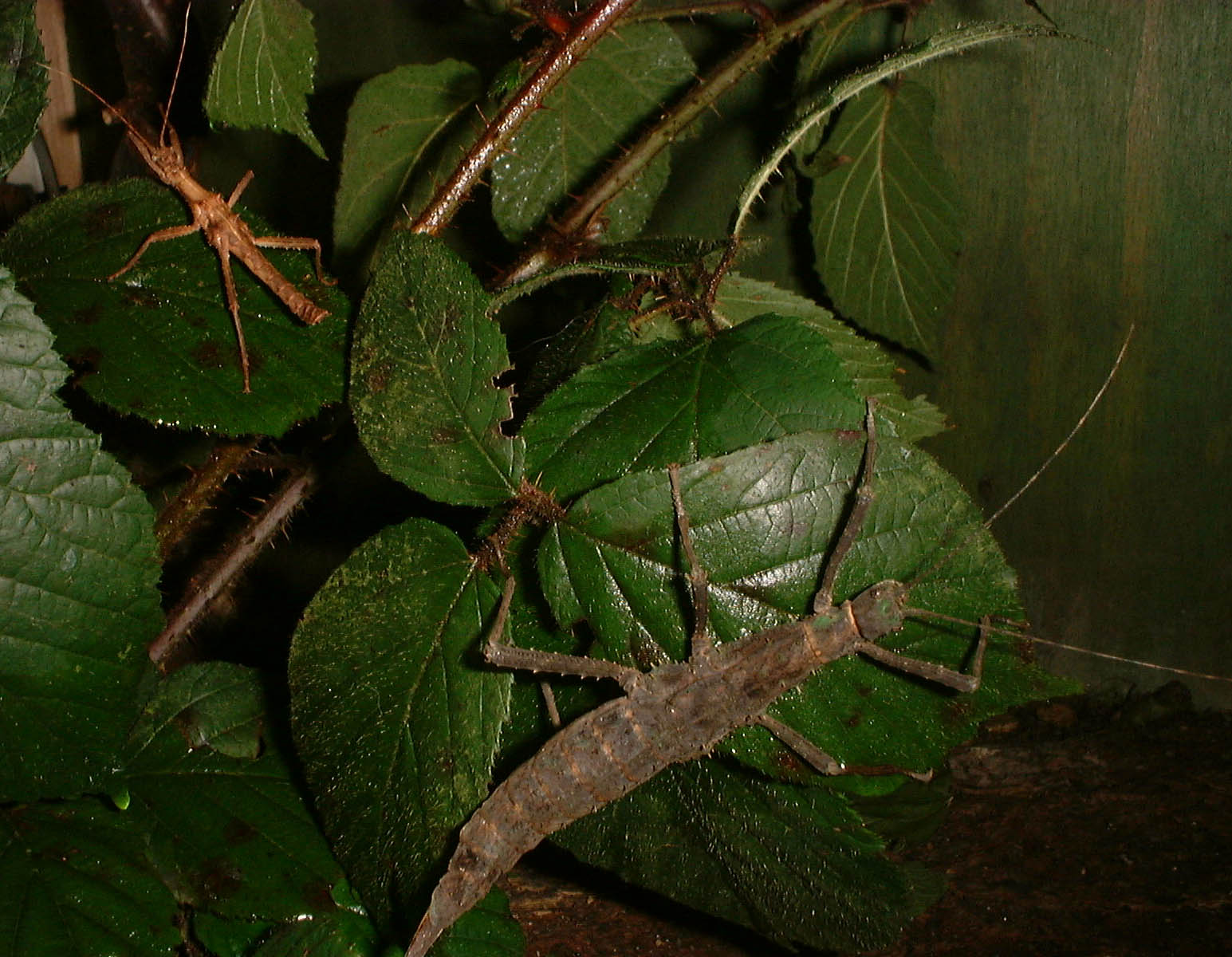
Oben subaldultes Männchen, unten Weibchen
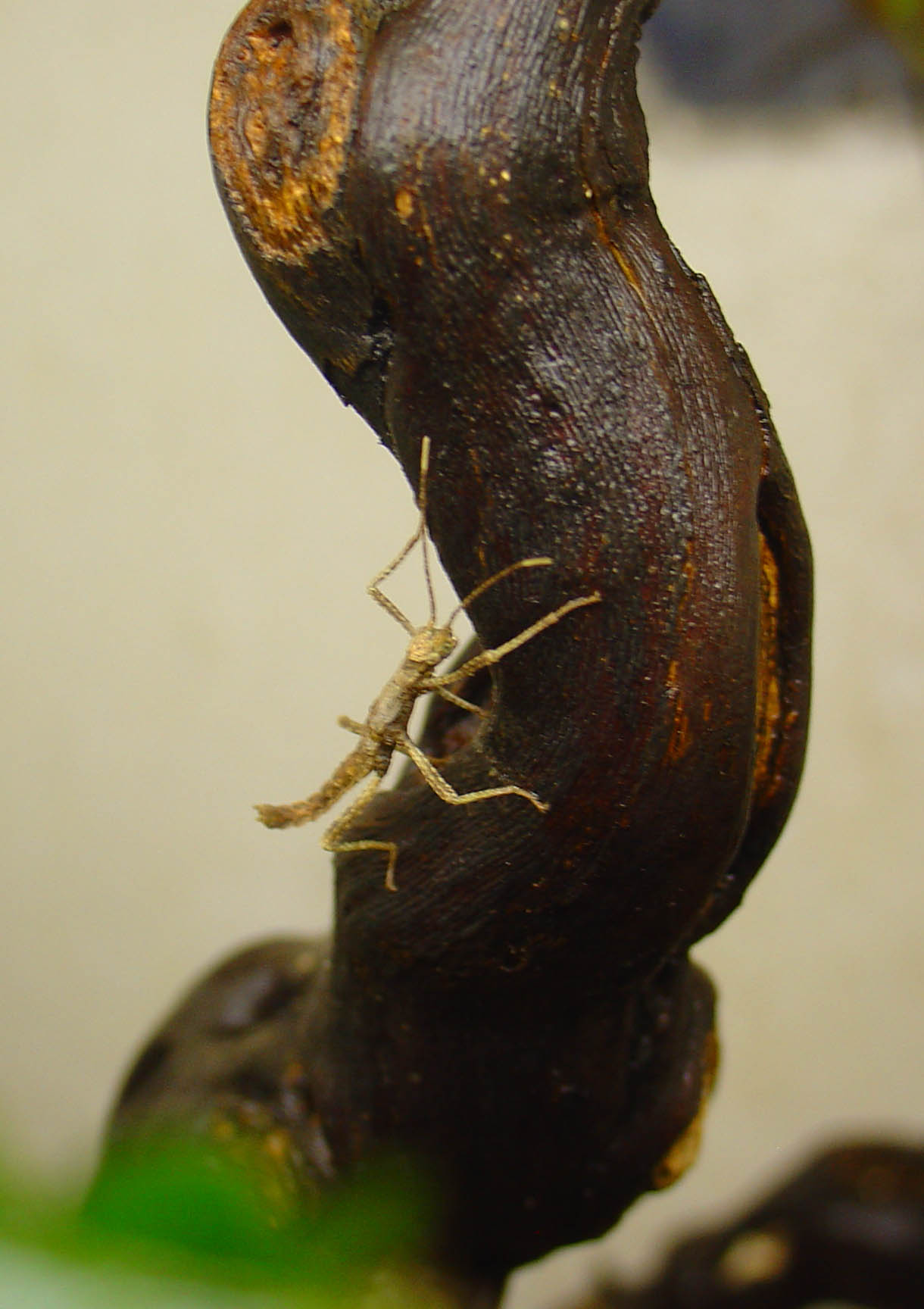
Nymphe
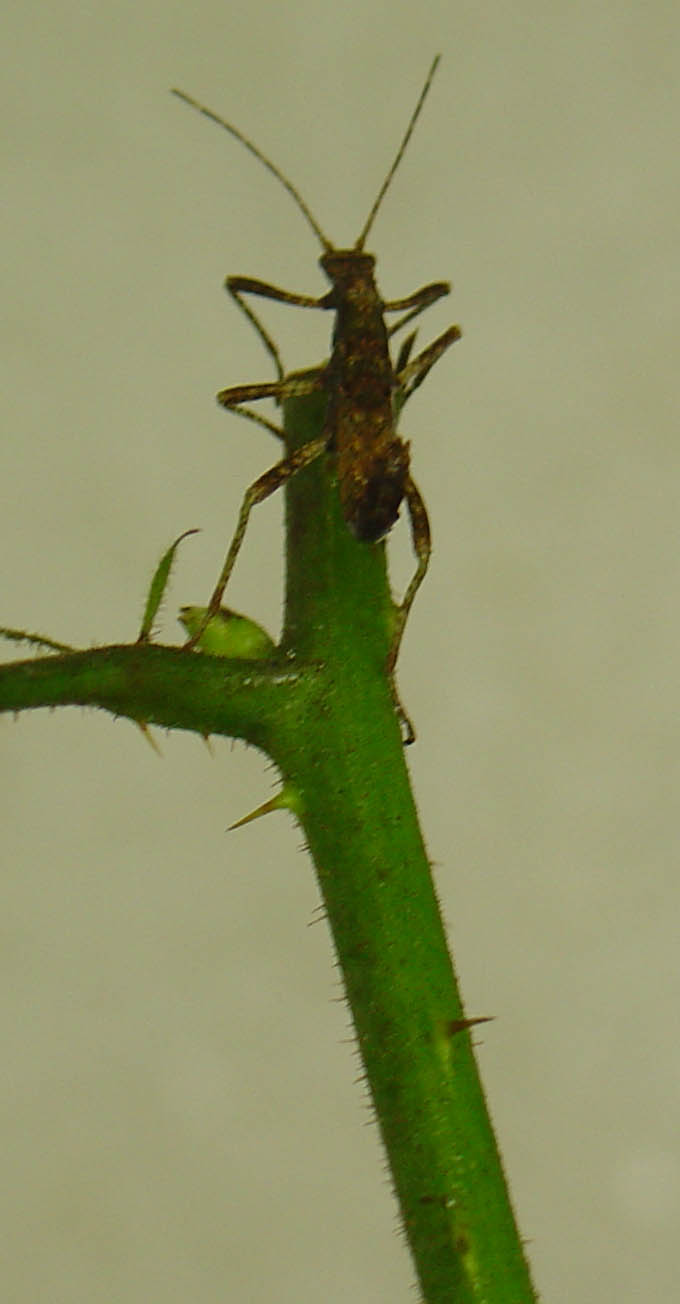
Nymphe